# Prima Lega 2023-2024 (Etiopia)
La Prima Lega 2023-2024, anche nota come Betking Ethiopian Premier League 2023-2024 per motivi di sponsor, è stata la settantasettesima edizione del massimo campionato di calcio dell'Etiopia. La stagione è iniziata il 1º ottobre 2023 e si è conclusa il 30 giugno 2024.
Il St. George era la squadra campione in carica. Il campionato è stato vinto dal CBE SA, al suo primo titolo nazionale.

## Stagione

### Novità
Al termine della scorsa stagione sono state retrocesse in Lega Superiore Arba Minch Kenema, Legetafo Legedadi e EEPCO, ultime tre classificate. Al loro posto sono state promosse CBE SA, Hambericho Durame e Shashemene Kenema, prime tre classificate della Lega Superiore.

### Formula
Le 16 squadre partecipanti giocano un girone all'italiana con partite di andata e ritorno, per un totale di 30 giornate. Alla fine del campionato, la squadra prima in classifica è campione dell'Etiopia e si qualifica per la CAF Champions League 2024-2025, mentre le ultime tre classificate vengono retrocesse nella divisione inferiore.

## Squadre partecipanti
| Squadra           | Città       | Stagione precedente |
| ----------------- | ----------- | ------------------- |
| Adama City        | Adama       | 8° in Prima Lega    |
| Awassa City       | Auasa       | 7° in Prima Lega    |
| Bahir Dar Kenema  | Bahar Dar   | 2° in Prima Lega    |
| CBE SA            | Addis Abeba | Lega Superiore      |
| Defence           | Addis Abeba | 9° in Prima Lega    |
| Dire Dawa City    | Dire Daua   | 10° in Prima Lega   |
| Ethio-Bunna       | Addis Abeba | 4° in Prima Lega    |
| Fasil Kenema      | Gondar      | 5° in Prima Lega    |
| Hadiya Hossana    | Hosaena     | 6° in Prima Lega    |
| Hambericho Durame | Durame      | Lega Superiore      |
| Medhin            | Addis Abeba | 3° in Prima Lega    |
| Shashemene Kenema | Shashemene  | Lega Superiore      |
| Sidama Coffee     | Irgalem     | 11° in Prima Lega   |
| St. George        | Addis Abeba | Campione d'Etiopia  |
| Welayta Dicha     | Soddo       | 12° in Prima Lega   |
| Wolkite City      | Welkite     | 13° in Prima Lega   |

## Classifica
|                    | Pos. | Squadra           | Pt | G  | V  | N  | P  | GF | GS | DR  |
| ------------------ | ---- | ----------------- | -- | -- | -- | -- | -- | -- | -- | --- |
| Etiopia (bandiera) | 1.   | CBE SA            | 64 | 30 | 19 | 7  | 4  | 57 | 27 | +30 |
|                    | 2.   | Defence           | 63 | 30 | 19 | 6  | 5  | 47 | 27 | +20 |
|                    | 3.   | Ethio-Bunna       | 51 | 30 | 14 | 9  | 7  | 51 | 32 | +19 |
|                    | 4.   | Bahir Dar Kenema  | 50 | 30 | 13 | 11 | 6  | 36 | 26 | +10 |
|                    | 5.   | St. George        | 48 | 30 | 13 | 9  | 8  | 43 | 26 | +17 |
|                    | 6.   | Fasil Kenema      | 44 | 30 | 11 | 11 | 8  | 35 | 30 | +5  |
|                    | 7.   | Adama City        | 44 | 30 | 11 | 11 | 8  | 40 | 37 | +3  |
|                    | 8.   | Hadiya Hossana    | 41 | 30 | 9  | 14 | 7  | 30 | 25 | +5  |
|                    | 9.   | Awassa City       | 41 | 30 | 11 | 8  | 11 | 42 | 46 | -4  |
|                    | 10.  | Medhin            | 40 | 30 | 10 | 10 | 10 | 37 | 34 | +3  |
|                    | 11.  | Sidama Coffee     | 40 | 30 | 11 | 7  | 12 | 30 | 31 | -1  |
|                    | 12.  | Dire Dawa City    | 40 | 30 | 11 | 7  | 12 | 32 | 38 | -6  |
|                    | 13.  | Welayta Dicha     | 34 | 30 | 8  | 10 | 12 | 25 | 35 | -10 |
|                    | 14.  | Wolkite City      | 23 | 30 | 5  | 8  | 17 | 15 | 41 | +26 |
|                    | 15.  | Shashemene Kenema | 17 | 30 | 3  | 8  | 19 | 22 | 42 | -20 |
|                    | 16.  | Hambericho Durame | 9  | 30 | 1  | 6  | 23 | 12 | 57 | -45 |

Legenda:
      Campione dell' Etiopia e ammessa alla CAF Champions League 2024-2025.
 Retrocessione diretta.